# Magnus Wegelius
Karl Magnus Wegelius (Finnország, Hattula, 1884. augusztus 20. – Egyesült Királyság, Croydon, 1936. december 9.) olimpiai bronzérmes és ezüstérnes finn tornász és sportlövő és országos bajnok atléta.
Az 1908. évi nyári olimpiai játékokon indult, és mint tornász versenyzett. Csapat összetettben bronzérmes lett.
Az 1920. évi nyári olimpiai játékokon és az 1924. évi nyári olimpiai játékokon összesen 15 sportlövész számban indult és 3 bronzérmet és 1 ezüstérmet nyert.
Mint atléta, többszörös finn bajnok helyből magasugrásban és sprintszámokban.
Mérnöki diplomát szerzett 1909-ben.
Repülőgépbalesetben hunyt el London mellett.